# Mesocricetus newtoni
Mesocricetus newtoni познат још као Румунаси хрчак, је врста глодара из породице хрчкова (лат. Cricetidae).

## Распрострањење
Врста има станиште у Бугарској и Румунији.

## Станиште
Врста Mesocricetus newtoni има станиште на копну.

## Угроженост
Ова врста је на нижем степену опасности од изумирања, и сматра се скоро угроженим таксоном.

### Популациони тренд
Популација ове врсте се смањује, судећи по расположивим подацима.